# A középkori Szent Adalbert-székesegyház (Esztergom)

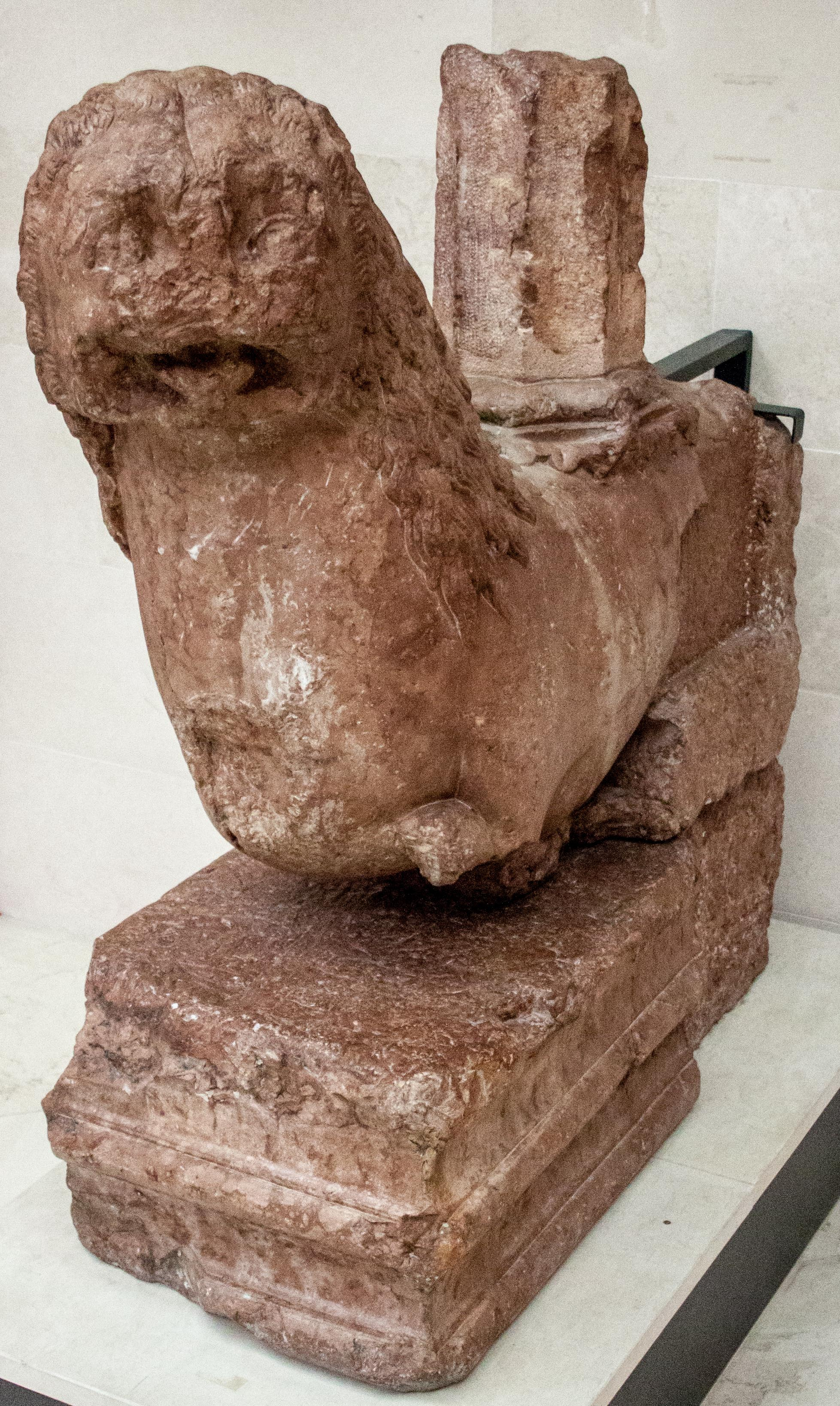
Oroszlánfigura a Szent Adalbert-templom bejáratától a Magyar Nemzeti Múzeumban, (1190 körül)

Az esztergomi Nagyboldogasszony és Szent Adalbert tiszteletére épült középkori román, később gótikus székesegyház egykoron Magyarország egyik legnagyobb temploma volt, szépsége miatt méltán kapta a régi magyar széptemplom nevét.
A templomot Szent István építette az esztergomi várhegyen, de ez a XII. században leégett, majd III. Béla alatt újjáépítették, ezután a XIV-XVI. században folyamatosan szépítették, mellékkápolnákat építették hozzá. 1543-ban a török elfoglalta, és az ezt követő számos ostrom alatt rommá vált, végül a Bazilika építése előtt eltüntették romjait. Manapság a Bakócz-kápolna, néhány metszet és kőfaragvány emlékeztet egykori gazdagságára.

## Története

### Építése, korai története
A székesegyházat Szent István építette Szent Adalbert tiszteletére, aki megkeresztelte és tanította őt. Az építkezés valószínűleg 997–1010 között zajlott, 1010-ben már mint fennálló épületről esik róla szó (fontos megjegyezni, hogy nem ez volt a vár első temploma, hanem a Szent István vértanú tiszteletére épült kisebb egyház, ahol feltehetőleg Szent István született és koronázták meg).
1156-ban Martyrius esztergomi érsek megalapítja benne a Boldogságos Szűz oltárát, és hozzá hetven falu tizedét csatolja. Az érseket 1158-ban az oltára alá temetik. 1173-ban itt temetik el III. Istvánt.
III. Béla uralkodása alatt, valamikor 1188 után hatalmas tűzvész során elég a templom.
Az ezt követő években (kb. 1188–96 közt) a király és Jób érsek (1185–1203) a templomot és a vár épületeit kijavítják, és ekkor készül el a Porta Speciosa, a székesegyház nyugati díszkapuja is. 1256. december 16-án kelt IV. Béla kiváltságlevele a főszékesegyház számára, amelyben először említik a Szent Koronát.

### Újjáépítések, bővítések
A tatárjárás alatt nem éri sérülés, mivel a várat a spanyol Simon ispán íjászai megvédik.
Azonban 1304-ben jelentős veszteség éri, mikor Vencel cseh király elfoglalja a várat, feltöri a székesegyházat, kincstárát és levéltárát kifosztja.
Tamás esztergomi érsek 1307-ben jelentős kölcsönöket vesz fel, hogy a feldúlt egyházát helyrehozassa. A helyreállítás még 1321-ben is tart. Ezután Telegdi Csanád érsek (1330–49) gótikus stílusban építi újjá. Erről az építkezésről Kálti Márk, a Képes krónika írója ír a következőképpen:

„legott elkezdte tehát alapjáig megrongált székesegyháza szentélyének újjáépítését. Faragott kövekből szilárd alapzatra támaszkodó, csiszolt és hornyolt, szabadkőműves módon készült oszlopokkal és boltívekkel építtetett. A megkezdett művet azután színes üvegablakokkal díszítette, kívül tornyocskákat emeltetett, az egész templomot befedette, s a nagy építkezést gyorsan és szerencsésen befejezte. Továbbá a székesegyházat aranyozott táblaképekkel, a legszebb kelyhekkel, drága ötvösművekkel és egyházi szerelvényekkel fönségében, dúsabban és bőségesebben ékesítette, mint elődeink bármelyike.”

Feltételezhetően ez az az építési periódus, mikor a román kori bazilika félköríves szentélyéből alakították ki a hat támpillérrel megerősített gótikus szentélyt.
A későbbiekben a pápák búcsúengedélyei tanúskodnak egy-egy újabb bővítésről. 1385-ben Demeter bíboros érsek a főtemplom déli oldalához, 1396-ban Kanizsai János érsek az északi hosszfalához építteti hozzá a maga sírkápolnáját. 1449 és 1453 között Szécsi Dénes bíboros érsek kétezer aranyat fordít a székesegyház restaurálására, s a főtemplomot 1453-ban újraszenteli. Vitéz János (1465–72), Mátyás érseke a templom tetőzetét építteti át, és azt mázas tetőcserepekkel boríttatja be. A főtemplom északi oldalára pedig könyvtárat épít.
Déli oldalához 1506–1507 között Bakócz Tamás érsek saját reneszánsz sírkápolnáját építteti. Ez a napjainkban Bakócz-kápolnaként ismert építmény a székesegyház egyedüli napjainkban is meglévő kápolnája. A templom bővítéséről utolsó hírünk 1520-ból való; ekkor készíti el Peter Vischer a főtemplom sárgaréz lettnerét, a szentélyrekesztő korlátot.
1542-ben a széptemplomot még teljes fényében látja Karlovitz Kristóf utazó, kit megdöbbent a főoltár s a kórus szépsége, a faragványok pompája.

### A török uralom alatt
1543-ban I. Szulejmán szultán elfoglalja az esztergomi várat (a levéltár s kincstár anyagának jelentős részét szerencsére még ez előtt az érsek Nagyszombatra menekítette). A széptemplom ostrom alatti megsérüléséről így ír Istvánffy Miklós:

„a nagytemplom magas keleti bolthajtása, amelynek belső boltozatát vörös márvány lapokkal burkolták, megingott s egyszerre összeomlott. Ez a sérülés a vár udvarát annyira nyílttá tette, hogy a törökök a szomszédos hegyről, Szent Tamás-hegyről könnyűszerrel láthatták.”

Szulejmán szultán a megsérült szentélyt s a hajó egy részét is lebontatta, s köveiből a vár keleti oldalán bástyát emelt, illetve kijavíttatta belőle a várfalakat. A templomot dzsámivá alakította, megmaradt értékeit kifosztotta, a szentek képeit bemeszeltette, a szobrokat leverette. 1594-ben Mátyás főherceg ostrom alá vette a várat (Ebben az ostromban kapott halálos sebet Balassi Bálint). Az ágyúk tüze számtalanszor eltalálta a templomot, amit a török lőszerraktárnak használt, és az egyik találattól felrobbant. Az egyik tornya teljesen összedőlt, és a templom többi része is súlyosan károsodott. Az 1595-ös és az 1605-ös ostromok alatt a templom tovább pusztult. Kijavításával nem foglalkoztak, a ledőlt részek kőanyagát a vár erősítésére fordították. Mikor 1683-ban Sobieski János által vezetett sereg sikeresen visszafoglalja a várat, már csak egy kiégett rom várja őket. Az egyedüli épen maradt részében, a Bakócz-kápolnában tartották meg a Te Deumot.

### A visszafoglalás után

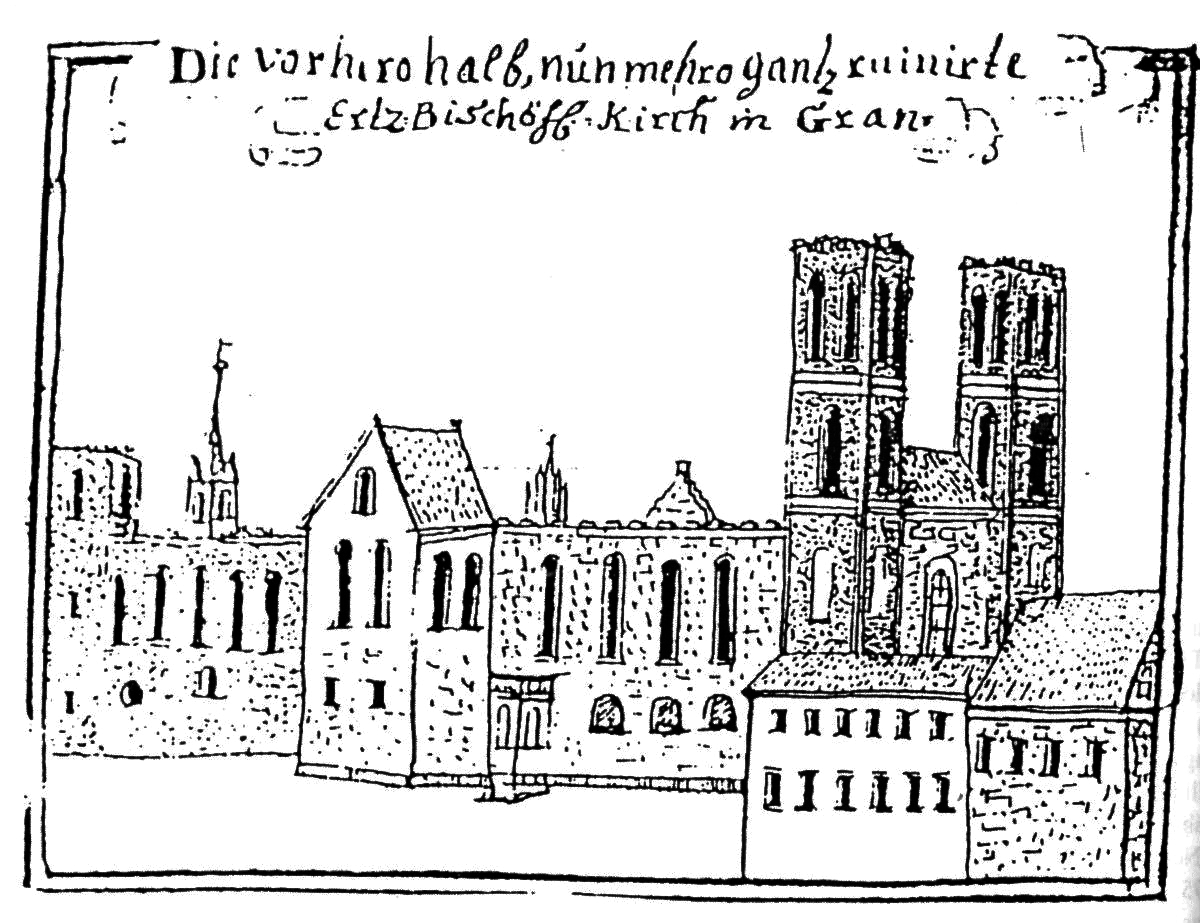
A Szent Adalbert-székesegyház romjai a XVIII. század elején

A székesegyházzal nem foglalkoztak a visszafoglalás után sem, mivel a vár a katonaságé maradt, sőt, a rom állapota még rosszabb lett II. Rákóczi Ferenc 1706-os hosszú ostroma alatt.
1756-ban Krey János hadmérnök gondosan felmérte a Várhegy és a Víziváros erődítéseit, köztük a székesegyházat is. Tőle származik az első alaprajz. 1761-ben visszakapja az érsekség a várat. 1764-ben egyik tornya ledől, és széttöri a Porta Speciosát. Szerencsére a baleset előtt Klimó György pécsi püspök számára lefestették a kaput. Az 1760-as években Barkóczy Ferenc érsek alatt folytatják az épület felmérést (ezt Széless György végezte), és elkezdik előkészíteni egy új, nagyobb templom építését. Barkóczy halála azonban megakadályozza terve megvalósításában, csupán a tereprendezést tudta elkezdeni (a már elkészült tervet sohasem használják fel). Ezután Mária Terézia épített egy jóval kisebb barokk templomot 1766 és 1777 között Szent István vértanú tiszteletére. Már ekkor elkezd fogyni az egykori székesegyháza romja.
A templom véglegesen Rudnay Sándor hercegprímás alatt tűnt el, mikor teljesen elbontották épületét és az alatt levő kb. 10 méter magas dombot, hogy helyet hagyjon az új, klasszicista stílusban épülő Bazilikának.

## Méretei

A Szent Adalbert-templom alaprajza

A Krey-féle rajz alapján jól tudjuk a székesegyház főbb méreteit. A hajdani várfal és a templom szentélye közt körülbelül 5 méter volt a távolság. A Duna felé néző várfal felé kb. 45 méter széles volt a tér (erre nézett a főhomlokzata). A dóm hossza teljes kiépítése idejére elérte a 75 métert. A középső főhajó és a két oldalhajó együttes szélessége 30 méter volt. Magasságát nem tudjuk. Feltételezhetően tornyai a gótika korára elérték a 70-80 métert. Belső boltozatának magassága (az akkoriban szinte kötelező aranymetszés jegyében) a gótikus átboltozása idején a záróköveknél elérhette a főhajó szélességének méretét, a 20 métert. Így a templom a maga karcsú testével, magas tornyaival valóban kiérdemelte a széptemplom nevet. Továbbá ha hozzászámoljuk az alatta levő nagyjából 10 méter magas templomdombot, ezzel a Várhegy természet adta magasságát (körülbelül 60-70 méter a Duna szintjétől) megkétszerezi a tudatos téralkotásával.

## Kápolnái
- Szent Lúcia-kápolna
- Szentháromság-kápolna
- Boldogságos Szűz-kápolna
- Oltáriszentség-kápolna
- Krisztus teste-kápolna
- Bakócz-kápolna
- Szent Mihály arkangyal-kápolna
- Szent László-kápolna

## Lásd még
- Esztergomi bazilika
- Esztergom elpusztult középkori templomai és kápolnái
- Esztergom története
- Esztergomi vár
- Magyar Nemzeti Múzeum Esztergomi Vármúzeuma